# IGR J17091-3624
Coordenadas:  17h 09m 07.92s, −36° 24′ 25.20″

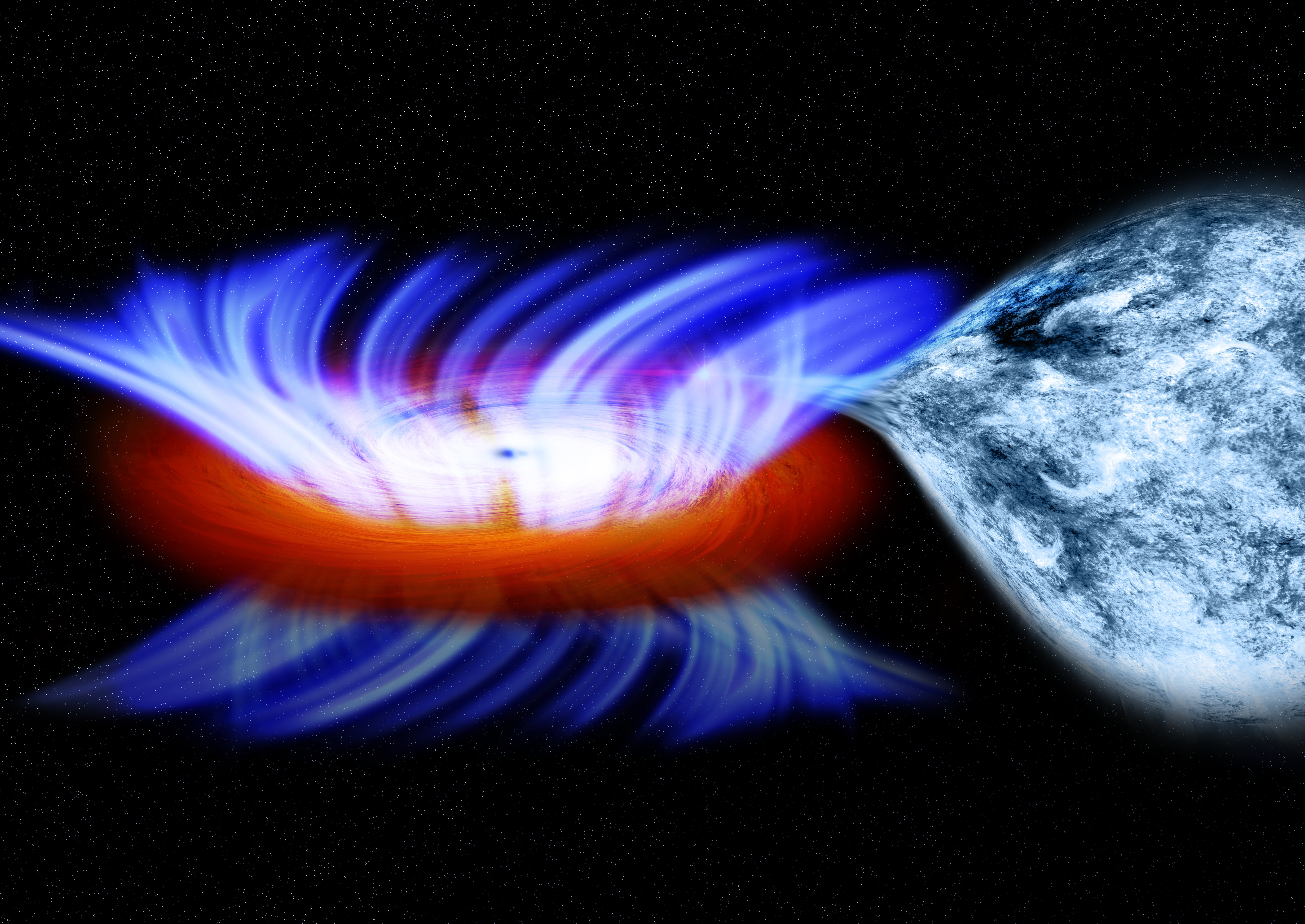
Representação artística do sistema binário do IGR J17091-3624.

IGR J17091-3624 (também IGR J17091) é um buraco negro estelar a 28000 anos-luz de distância da Terra. Situa-se na constelação de Escorpião na Via Láctea. Foi descoberto pelo satélite INTEGRAL da ESA em Abril de 2003.